# Stornarella
Stornarella är en ort och kommun i provinsen Foggia i regionen Apulien i Italien. Kommunen hade 5 344 invånare (2017).